# Ponyvogn
En ponyvogn er en mindre hestevogn med et tværvendt sæde foran og bagi med to langsgående sæder. Bagi sidder de fire til seks personer med front mod hverandre. Foran sidder kusken og et par pasagerer med front i kørselsretningen. Ponyvognen har fire hjul og kan trækkes af én eller to heste. De forreste hjul drejer med hesten(ene).
| Trafik | Spire Denne trafikartikel er en spire som bør udbygges. Du er velkommen til at hjælpe Wikipedia ved at udvide den. |